# コーリ (ピアチェンツァ県)
コーリ（伊: Coli）は、イタリア共和国エミリア＝ロマーニャ州ピアチェンツァ県にある、人口約800人の基礎自治体（コムーネ）。

## 地理

### 位置・広がり

#### 隣接コムーネ
隣接するコムーネは以下の通り。
- ベットラ
- ボッビオ
- コルテ・ブルニャテッラ
- ファリーニ
- フェッリエーレ
- トラーヴォ

### 気候分類・地震分類
コーリにおけるイタリアの気候分類 (it) および度日は、zona F, 3274 GGである。
また、イタリアの地震リスク階級 (it) では、zona 3 (sismicità bassa) に分類される。

## 行政

### 分離集落
コーリには、以下の分離集落（フラツィオーネ）がある。
- Aglio, Agnelli, Averaldi, Barche, Boioli, Boioli di Perino, Bruni, Caminata Boselli, Cascine, Colombaia, Cornaro, Costa Caminata, Costiere, Faraneto, Ferrari, Filipazzi, Fontana, Forno Sopra, Gavi, Ghini, Marubbi, Molino Pellegri, Osera, Palazzo Torre, Peli, Perino, Pescina, Peveri, Poggio, Poggiolo, Ponte' Sopra, Pradaglione, Pradella, Roncaiolo, Rosso, Santa Cecilia, Scabiazza